# 뉨담
뉨담(프랑스어: Numdam)은 프랑스의 디지털 수학 도서관이다. 수학·물리학·통계학·컴퓨터 과학 등 분야의 학술지 논문, 토론회 및 학술 회의 논문, 책과 단행본, 학위 논문 등 문헌에 대한 색인과 접근을 제공한다. 모든 문헌의 전문은 출판 직후 또는 출판된 지 일정 시간(예를 들어 2~10년)이 지난 뒤에 자유롭게 다운로드할 수 있다. 국가 수학 문서 조정 기구(프랑스어: Cellule de coordination documentaire nationale pour les mathématiques, 약자 Mathdoc)가 여러 기관의 지원 아래 설립하였다.

## 참고 문헌
1. ↑  “À propos”. 《Numdam》 (프랑스어, 영어).